# Bataille de Horseshoe Canyon
Guerres apaches
La bataille de Horseshoe Canyon, également connue sous le nom de bataille de Doubtful Canyon, est un affrontement des guerres apaches qui opposa le 23 avril 1882 un groupe d'Apaches à des troupes de la United States Army dans les montagnes Peloncillo, à la frontière entre l'Arizona et le Nouveau-Mexique.
Envoyé par le lieutenant-colonel George A. Forsyth à la recherche d'Apaches hostiles, le lieutenant David N. McDonald accompagné de sept éclaireurs amérindiens et deux réguliers sont pris en embuscade par un groupe d'Apaches mené par Juh et Geronimo. Prévenu de la situation, Forsyth dépêche ses troupes sur place et parvient à repousser les Amérindiens qui se replient sur les hauteurs.